# Dong Fang Hong 1
Dong Fang Hong 1, abrégé en DFH-1 (chinois : 东方红一号 ; pinyin : Dōng Fāng Hóng Yīhào ; litt. « l'Orient est Rouge 1 ») est le premier satellite artificiel de la Chine. Il est lancé le 24 avril 1970 à bord d'une fusée Longue Marche 1, le premier lanceur orbital du pays, depuis la base de Jiuquan. DFH-1 est le plus lourd premier satellite lancé par une puissance spatiale, pesant 173 kg contre 155 kg pour le satellite israélien Ofek-1, en deuxième place.

## Historique

### Contexte et développement

Schéma de la Longue Marche 1 (à droite), ayant lancée DFH-1 en orbite

L'idée pour la Chine de placer un satellite en orbite n'est pas nouvelle, et dès la fin de la Seconde Guerre mondiale l'idée est évoquée. Néanmoins, le pays ne dispose d'aucune technologie lui permettant de réaliser cet objectif. Il faudra attendre la Révolution de 1949 pour que le pays puisse faire transférer de la technologie spatiale soviétique, ce qui mène à la réalisation d'un petit missile de courte portée, le DF-1.
En 1958, Mao Zedong décide d'équiper son pays de l'arme nucléaire, c'est le programme « Deux bombes, un satellite ». Via ce plan, un satellite doit être développé pour être lancé par l'un des futurs missiles nucléaires chinois. L'objectif de réaliser un satellite est néanmoins jugé trop complexe, et le projet initial dénommé Projet 581 est abandonné. Mais le lancement d'Astérix par une fusée Diamant A française relance l'intérêt du pays dans ce domaine, ne voulant pas être en retard dans la conquête spatiale. Le Projet 651 est alors approuvé, reprenant l'objectif de placer un satellite artificiel en orbite.
Le programme prévu vise la mise en orbite d'un satellite grâce à l'utilisation d'un missile DF-4 équipé d'un troisième étage à poudre pour finaliser la mise en orbite. Mais en 1966, la Révolution Culturelle débute, et le projet alors sous l'égide de la CAS (un établissement public), est particulièrement touché par les rafles des Gardes Rouges, et plusieurs scientifiques travaillant sur le programme sont arrêtés, accusés de trahison, torturés et placés en camp de rééducation. Zhao Jiuzhang, le dirigeant du programme, se suicide en prison quelques mois plus tard.
Zhou Enlai, Premier ministre, décide de sauver le projet de satellite de l'annulation en le transférant à l'armée. Plus de 6 000 employés sont également transférés, et vont pouvoir continuer leur travail, même si les moyens alloués pour la réalisation du satellite sont très maigres. Par conséquent, énormément d'essais et de maquettes sont réalisés à la main, et essayés avec des méthodes alternatives, peu coûteuses. Par exemple, les tests de résistance au froid se sont déroulés dans un hangar frigorifique de la Marine chinoise.
Il est décidé que le futur lanceur orbital chinois serait lancé d'une nouvelle base, située dans la région de Jiuquan, où un pas-de-tir est construit pour cet usage. Le 16 novembre 1969, la Longue Marche 1 effectue son premier lancement d'essai depuis cette base, sans être équipée d'un troisième étage, vol qui se conclut par un échec. Une nouvelle tentative est effectuée en janvier de l'année suivante, qui cette fois est réussie. Le prochain lancement prévu doit avoir lieu avec le premier satellite chinois à bord.
Ce premier satellite est nommé Dong Fang Hong 1, soit « L'Orient est Rouge 1 », en référence à une chanson patriotique homonyme. Originellement il est prévu d'embarquer trois instruments scientifiques dans le satellite, néanmoins Mao Zedong souhaite faire de ce lancement un événement notable pouvant servir la propagande nationale. Dans ce but, les instruments scientifiques prévus sont retirés et remplacés par un simple émetteur radio qui doit transmettre en continu la chanson « L'Orient est Rouge ».
Deux satellites sont construits, au cas-où l'un d'entre eux ne fonctionne pas comme prévu. Les deux exemplaires sont amenés ensemble sur le pas-de-tir, et peuvent être échangés à tout moment si le besoin s'en fait sentir.

### Mise en orbite
Le 1er avril 1970, le satellite est transporté jusqu'à la base de lancement de Jiuquan, où son lanceur Longue Marche 1 l'attend déjà. Les étages sont assemblées, le satellite est installé, et la coiffe est refermé. Le 24 avril 1970, Dong Fang Hong 1 est prêt au décollage.
Zhou Enlai, dirigeant du programme spatial, assiste au décollage depuis le bunker situé à quelques centaines de mètres du pas-de-tir, en liaison personnelle continue avec Mao Zedong. La Longue Marche 1 décolle finalement à 13h35 UTC vers l'orbite, sous les applaudissements de la salle de contrôle. Quelques minutes plus tard, la Chine devient la 5ème puissance spatiale de l'histoire après l'URSS, les États-Unis, la France et le Japon en plaçant avec succès le satellite DFH-1 en orbite basse terrestre.
Mao Zedong souhaitait que le satellite puisse être vu à l’œil nu de partout dans le monde. L'inclinaison donnée au satellite de 68,5° lui permet de survoler la majorité des espaces habités terrestres, mais sa trop forte magnitude le rend très difficile à observer. Pour y remédier, un réflecteur solaire déployable y est installé afin d'augmenter la visibilité de l'objet dans le ciel, mais ce réflecteur est finalement posé sur le troisième étage GF-02, et entraîna beaucoup de confusions quant à son observation.
Après le lancement réussi du satellite, plusieurs feux d'artifice sont tirés depuis les villes chinoises, et de grandes célébrations sont organisées. Dong Fang Hong 1 transmet les notes de la chanson homonyme pendant plus de deux semaines avant que ses batteries électriques ne s'épuisent. Le satellite est toujours en orbite, et ne devrait pas rentrer dans l'atmosphère avant plus d'une centaine d'années.
Le satellite Shijian-1 décolle un an plus tard, également à bord d'un lanceur Longue Marche 1, et reprend la conception de DFH-1 avec quelques améliorations (présence de cellules photovoltaïques notamment), et surtout avec les instruments scientifiques qui n'ont pas pu être lancés sur ce satellite.

## Caractéristiques techniques

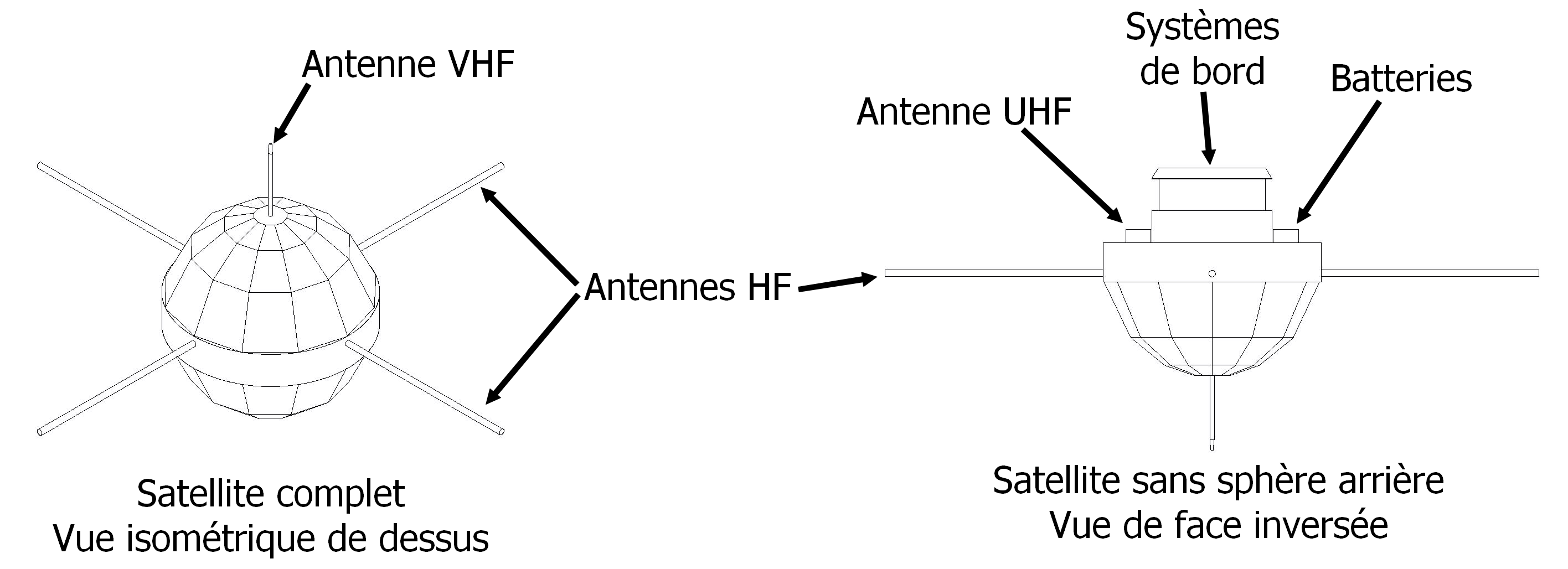
Schémas du satellite Dong Fang Hong 1

Le satellite Dong Fang Hong 1 est un polyèdre à 72 faces, possédant un diamètre d'environ 1 mètre. Pesant 173 kilogrammes, il est placé sur une orbite très elliptique de 439 × 2 384 kilomètres, avec une inclinaison de 68,5°.
Le satellite est composé de trois parties principales. Tout d'abord, les coques supérieure et inférieure, qui sont ensuite assemblées sur un anneau central, qui contient tous les équipements du satellites. Sur cet anneau, quatre antennes HF (20 MHz) permettent de transmettre des informations avec le sol. Ces antennes sont repliées le long du troisième étage durant le lancement, avant d'être déployées lors de la mise en rotation du satellite sur lui-même (à raison de deux tours par seconde). Une antenne radio VHF de 40 centimètres de longueur est attachée sur le sommet du satellite, pour pouvoir transmettre entre autres les notes de la chanson L'Orient est Rouge.
Sur l'anneau central est également fixé le transpondeur radio de 5 cm, et une antenne radio UHF de 10 cm. Au lieu des cellules photovoltaïques originellement prévues, DFH-1 embarque de simples batteries chimiques ayant une durée de vie prévue de 20 jours, bien qu'elle fonctionnèrent en réalité durant 28 jours. La température est maintenue entre 5 °C et 40 °C à l'intérieur du satellite grâce à une isolation thermique placée dans les deux coques du satellite, le revêtement en aluminium permettant lui de refléter une partie des rayons du Soleil.